# ルシオーレ
ルシオーレとは、大阪府豊中市にある蛍池駅に隣接するショッピングセンター。管理運営会社は株式会社ルシオーレ・ディベロップメント。

## 概要
蛍池駅に隣接する複合施設として、2003年5月に開業。
スーパーマーケットや本・服飾・雑貨などの専門店に加え、図書館や市民サービスを取り扱う窓口も併設している。

## 用途
南館
1階：商業施設
2～12階：住宅
北館
1～3階：商業施設
4階：商業施設、市民サービスコーナー、ルシオーレホール
5階：公民館、豊中市立蛍池図書館
6～7階：教育センター